# Girolamo Alessandro Cappellari Vivaro
Girolamo Alessandro Cappellari Vivaro (Vicenza, 23 settembre 1664 – Vicenza, 14 aprile 1748) è stato uno storico italiano.

## Biografia
Unico maschio dei sei figli di Girolamo e Paolina Bonapace, proveniva da una famiglia benestante. Il padre infatti era stato adottato dallo zio materno Giacomo Vivaro (da cui il secondo cognome), il quale gli aveva lasciato un'eredità cospicua, tra cui una casa in piazza delle Erbe con una bottega di lino attigua.
Lo stesso Cappellari Vivaro fu occupato nella gestione del negozio anche se era ben più interessato agli studi umanistici, vertendo sulla filosofia, il diritto, la letteratura, la storia (specialmente romana e medievale). Con la morte dei genitori, avvenuta sul finire del secolo, il fatturato dell'attività subì un notevole calo, ma lui non se ne curò particolarmente, continuando con letture e ricerche.
Sposò Elisabetta Fornasieri, bassanese di nobile famiglia, che gli diede due figli: Girolamo, che morì poco dopo il matrimonio, e Leoneda, la quale, sposata con Benedetto Castelli, ebbe nove figli. Pur avanti con gli anni, lo stesso Cappellaro Vivaro dovette occuparsi dei nipoti (pare che Leoneda, risposatasi, li trascurasse) ma ne ebbe molte delusioni. Nel testamento nominò eredi solo due di loro, Antonio e Pier Filippo Castelli; a quest'ultimo lasciò libri e manoscritti. Fu tumulato nella chiesa dei serviti.
Il Cappellari Vivaro è noto per le sue ricerche genealogiche (così assidue da tendere al maniacale), da cui scaturirono i quattro volumi de Il Campidoglio veneto, offerto dai due citati nipoti al doge Pietro Grimani e depositato nella Biblioteca Marciana su decisione del Consiglio dei dieci. L'opera descrive la storia della gran parte delle famiglie (anche quelle estinte) appartenenti al patriziato veneziano, accompagnate da stemmi e alberi genealogici. Emmanuele Antonio Cicogna nota che la ricerca è piuttosto imprecisa, specie nel dar credito alla leggendaria origine romana di molte famiglie, ma resta pur sempre un'importantissima fonte tuttora consultata.